# Андійські мови
Андійські мови — група мов, що входять до складу аваро-андо-цезьких мов нахсько-дагестанської сім'ї.

## Склад
У 2009 Вольфґанґом Шульце було зведено наступне дерево андійських мов:
- Андійська мова
- Ахвахсько-тиндинська пра-мова
  - Ахвахська мова
  - Каратинсько-тиндинська пра-мова
    - Каратинська мова
    - Ботлісько-тиндинська пра-мова
      - Ботліська мова
      - Годоберинська мова
      - Чамалинська мова
      - Багвалинсько-тиндинська пра-мова
        - Багвалинська мова
        - Тиндинська мова

## Ареал та чисельність
Поширені серед андійських народів у західній частині Дагестану, головним чином в басейні річки Андійське Койсу (Ботлихський, Цумадинський, Ахвахський, Шамільський райони) та північного заходу Азербайджану (Закатальський район); після 1950-х років значна частина переселилася в рівнинний Дагестан.
Загальна кількість мовців — близько 15 тисяч осіб (оцінка, 2010).